# 荒俣宏の博物探検史
『年表で読む荒俣宏の博物探検史-あの珍種この珍種が発見された探検航海を年表で辿る』は荒俣宏の著書である。『世界大博物図鑑』シリーズ（全5巻＋別巻2巻）のスペシャル版として2000年9月に平凡社から出版された。博物学の歴史で重要な探検航海などの概要が、豊富な図版とともに紹介されている。

## 紹介される探検航海
この書籍に取り上げられた探検航海を一覧表にする。人名の表記は書籍の表記と異なる場合もある。
| 期間                | 航海名                                                    | 国名         | リーダー                               | 参加・同行した博物学者                                        |
| ------------------- | --------------------------------------------------------- | ------------ | -------------------------------------- | ------------------------------------------------------------- |
| 1567-1569           | メンダーニャ世界航海                                      | スペイン     | アルバロ・デ・メンダーニャ・デ・ネイラ |                                                               |
| 1595-1596 1605-1615 | キロス世界航海                                            | スペイン     | ペドロ・フェルナンデス・デ・キロス     |                                                               |
| 1615-1616           | ル・メール世界航海                                        | オランダ     | ヤコブ・ルメール                       |                                                               |
| 1642-1644           | タスマン南太平洋探検                                      | オランダ     | アベル・タスマン                       |                                                               |
| 1699-1711           | ダンピア南太平洋探検                                      | イギリス     | ウィリアム・ダンピア                   |                                                               |
| 1721-1722           | ロッヘフェーン南太平洋探検                                | オランダ     | ヤーコプ・ロッヘフェーン               |                                                               |
| 1722-1728 1681-1741 | ベーリングのカムチャッカ探検                              | ロシア       | ヴィトゥス・ベーリング                 |                                                               |
| 1738-1739           | ブーベ・ド・ロジール南大西洋探検 （ブーヴェ・ド・ロジエ） | フランス     | ブーヴェ・ド・ロジエ                   |                                                               |
| 1740-1744           | アンソン太平洋探検                                        | イギリス     | ジョージ・アンソン                     |                                                               |
| 1762-1763           | フォルスコル紅海アラビア沿岸探検                          | デンマーク   | ペール・フォルスコール                 | カールステン・ニーブール                                      |
| 1764-1766           | バイロン世界航海                                          | イギリス     | ジョン・バイロン                       |                                                               |
| 1766-1768           | ウォリス南太平洋探検                                      | イギリス     | サミュエル・ウォリス                   |                                                               |
| 1766-1769           | カートレット南太平洋探検                                  | イギリス     | フィリップ・カートレット               |                                                               |
| 1740-1744           | ヴーガンヴィル世界航海                                    | フランス     | ルイ・アントワーヌ・ド・ブーガンヴィル | フィリベール・コメルソン                                      |
| 1768-1771           | クック第1次世界航海                                       | イギリス     | ジェームズ・クック                     | ジョゼフ・バンクス ダニエル・ソランダー                       |
| 1772-1775           | クック第2次世界航海                                       | イギリス     | ジェームズ・クック                     | ヨハン・フォースター ゲオルク・フォルスター                   |
| 1776-1779           | クック第3次世界航海                                       | イギリス     | ジェームズ・クック                     | ウィリアム・アンダーソン                                      |
| 1785-1788           | ラ・ペルーズ世界航海                                      | フランス     | ラ・ペルーズ伯                         |                                                               |
| 1791-1794           | ラ・ペルーズ探索航海                                      | フランス     | ブルニー・ダントルカストー             | ジャック＝ジュリアン・ラビヤルディエール                      |
| 1791-1795           | バンクーバーのディスカバリー号航海                        | イギリス     | ジョージ・バンクーバー                 | アーチボルド・メンジーズ                                      |
| 1778-1801           | ナポレオン・エジプト遠征                                  | フランス     | ナポレオン・ボナパルト                 | エティエンヌ・ジョフロワ・サンティレール                      |
| 1799-1804           | フンブルト南米探検                                        | イギリス     | ヴィルヘルム・フォン・フンボルト       | エメ・ボンプラン                                              |
| 1800-1804           | ボダン世界周航                                            | フランス     | ニコラ・ボーダン                       | フランソワ・ペロン、レシェノーら                              |
| 1801-1805           | フリンダース南太平洋探検                                  | イギリス     | マシュー・フリンダース                 |                                                               |
| 1803-1806           | クリーゼシュテルン世界航海                                | ロシア       | クルーゼンシュテルン                   |                                                               |
| 1815-1818 1823-1826 | コツェブー世界探検航海                                    | ロシア       | オットー・フォン・コツェブー           | ヨハン・エッシュショルツ アーデルベルト・フォン・シャミッソー |
| 1817-1820           | フレシネ世界航海                                          | フランス     | ルイ・ド・フレシネ                     |                                                               |
| 1819,21,24          | ヘルカ号探検航海                                          | イギリス     | ウィリアム・エドワード・パリー         |                                                               |
| 1819-1821           | ボストーク号航海                                          | ロシア       | ベリングスハウゼン                     |                                                               |
| 1822-1825           | コキーユ号世界航海                                        | フランス     | ルイ・イジドール・デュプレ             | ルネ＝プリムヴェール・レッソン                                |
| 1825-1828           | ビーチー北極圏-世界航海                                   | イギリス     | フレデリック・ウィリアム・ビーチー     |                                                               |
| 1826-1829           | アストロラブ号第1回世界航海                               | フランス     | ジュール・デュモン・デュルヴィル       |                                                               |
| 1826-1829           | リトケ太平洋航海                                          | ロシア       | フョードル・リトケ                     |                                                               |
| 1826-1828等         | リュッペル紅海探検                                        | ドイツ       | エドゥアルト・リュッペル               |                                                               |
| 1829-1833等         | ラプラス世界航海                                          | フランス     | ラプラス                               |                                                               |
| 1831-1836           | ビーグル号世界航海                                        | イギリス     | ロバート・フィッツロイ                 | チャールズ・ダーウィン                                        |
| 1835-1842           | サルファー号世界航海                                      | イギリス     | エドワード・ベルチャー                 |                                                               |
| 1836-1837           | ボニート号(Bonite)世界航海                                | フランス     | オーギュスト・ニコラ・ヴァイヤン       |                                                               |
| 1836-1839           | ウエヌス号(Venus)世界航海                                 | フランス     | デュプティ＝トゥアール                 |                                                               |
| 1837-1842           | アストロラブ号第2回世界航海                               | フランス     | ジュール・デュモン・デュルヴィル       |                                                               |
| 1838-1842           | アメリカ合衆国世界探検航海                                | アメリカ     | チャールズ・ウィルクス                 |                                                               |
| 1835-1839           | ショムブルクのガイアナ探検                                | イギリス     | ロベルト・ヘルマン・ショムブルク       |                                                               |
| 1838-1842           | ロス南極航海                                              | アメリカ     | ジェイムズ・クラーク・ロス             |                                                               |
| 1838-1842           | サマラング号の東洋探検                                    | イギリス     | エドワード・ベルチャー                 |                                                               |
| 1848-1852           | アマゾン川探検                                            | イギリス     | ヘンリー・ウォルター・ベイツ           | アルフレッド・ラッセル・ウォレス                              |
| 1838-1842           | ヴェガ号の北氷洋探検                                      | スウェーデン | アドルフ・エリク・ノルデンショルド     | フランス・レインホルド・キェルマン                            |
| 1860-               | ポレンのマダガスカル探検                                  | オランダ     | フランソワ・ポレン                     |                                                               |
| 1852-1855 1854-1855 | ペリー提督太平洋遠征                                      | アメリカ     | マシュー・ペリー                       |                                                               |
| 1872-1876           | チャレンジャー号探検航海                                  | イギリス     | チャールズ・ワイヴィル・トムソン       | ジョン・マレー                                                |
| 1884-1885           | エーダ号航海                                              | 日本         | 鈴木経勲、後藤猛太郎                   |                                                               |
| 1890                | 天佑丸の探検航海                                          | 日本         | 田口卯吉                               |                                                               |
| 1899-1900           | アルバトロス号航海                                        | アメリカ     | アレキザンダー・アガシー               | 伊藤熊太郎                                                    |

## 書誌情報
『年表で読む荒俣宏の博物探検史-あの珍種この珍種が発見された探検航海を年表で辿る』荒俣宏（著）平凡社 (2000/09)ISBN 4582512038